# Bürgerbewegung Finanzwende
Die Bürgerbewegung Finanzwende ist ein 2018 gegründeter Verein, der sich nach eigenen Angaben für faire, stabile und nachhaltige Finanzmärkte einsetzt, die den Menschen dienen. Mitgründer war der ehemalige Bundestagsabgeordnete Gerhard Schick (Bündnis 90/Die Grünen), Vorstand und Sprecher des Vereins. Die Organisation wurde mit dem Ziel gegründet, in Deutschland ein zivilgesellschaftliches und überparteiliches Gegengewicht zur Finanzlobby zu schaffen. Die Organisation finanziert sich hauptsächlich über Zuwendungen von Stiftungen, Spenden und die Unterstützung durch Fördermitglieder.

## Geschichte und Kampagnen
Die Bürgerbewegung Finanzwende wurde als Verein Mitte 2018 gegründet. Der Gründer Gerhard Schick, der erstmals 2005 über die Landesliste Baden-Württemberg der Grünen Mitglied des Bundestags war, engagierte sich bereits in der Zeit als Abgeordneter gegen einen übermächtigen Banken- und Versicherungssektor, beklagte dort aber mangelnde Erfolge bei der Regulierung dieser Branche, da „die Lobby am Ende zu wirkmächtig war“. Während des CumEx-Skandals 2018 sah Schick kaum Nichtregierungsorganisationen, die diesen Skandal aufarbeiteten. Er schloss sich daher einer Initiative zur Kontrolle des Finanzmarktes an und gründete den dazugehörigen Verein Bürgerbewegung Finanzwende. Zum Jahreswechsel 2018/2019 legte er sein Bundestagsmandat während der laufenden Legislaturperiode nieder, um sich auf die Arbeit in seinem Verein zu konzentrieren. Vorbild waren nach eigenen Angaben Nichtregierungsorganisationen aus dem Umweltbereich wie BUND, Greenpeace und die Deutsche Umwelthilfe und deren Engagement bei der Aufarbeitung des Dieselskandals. Ab Gründung 2018 bis März 2019 war Udo Philipp Aufsichtsratsvorsitzender des Vereins.
Im Zuge des CumEx-Skandals setzte sich Finanzwende für die Straffreiheit des Whistleblowers Eckart Seith ein. Die Organisation forderte mit einer Petition, Seith das Bundesverdienstkreuz zu verleihen. Seith hatte Informationen und Dokumente zur Verwicklung der Bank Sarasin in den Cum-Ex-Skandal an die zuständigen Behörden in Deutschland und der Schweiz weitergeleitet und wurde deshalb in Zürich vor Gericht gestellt. Finanzwende setzte sich außerdem für eine bessere Ausstattung der Strafverfolgungsbehörden in Nordrhein-Westfalen ein, damit CumEx-Vergehen nicht verjähren. Eine Petition mit über 60.000 Unterschriften wurde an NRW-Ministerpräsidenten Armin Laschet gerichtet, um eine bessere Ausstattung von Staatsanwaltschaft und Fahndungsbehörden zu erwirken.
Nach dem P&R-Anlageskandal, bei dem tausende Anleger viel Geld verloren hatten, kritisierte der Verein 2018 bei einer seiner ersten Aktionen die mangelhafte Überwachung durch die Bundesanstalt für Finanzdienstleistungsaufsicht (BaFin) und ebenso die fehlende Aufsicht über den grauen Kapitalmarkt. Der Verein demonstrierte vor dem Olympiastadion München mit einem Plakat der Aufschrift „Bafin, aufwachen! Stoppt Betrügereien wie P&R“. Laut Handelsblatt hatte diese Protestaktion „Seltenheitswert“.
2019 beauftragte Finanzwende das Institut für Finanzdienstleistungen mit einem Kredittest, bei dem durch Testkäufe 166 Ratenkreditangebote eingeholt wurden. Die Untersuchung war laut Verbraucherzentrale Nordrhein-Westfalen „eine der größten zuletzt durchgeführten Studien“ auf diesem Gebiet und deckte Mängel bei der Kreditberatung auf. So wurde aufgezeigt, dass Beratungsgespräche „lückenhaft“ seien und „häufig nicht dazu geeignet, einem Kreditausfall und damit einhergehender Überschuldung vorzubeugen“.
Im Zuge der Debatte um den Entzug der Gemeinnützigkeit für zivilgesellschaftliche Organisationen (siehe Attac – Rechtsstreit um die Gemeinnützigkeit) gab die Bürgerbewegung Finanzwende im Februar 2021 bekannt, dass sie nicht mehr als gemeinnützige Organisation geführt werden möchte; sie verzichte nach eigenen Angaben auf den günstigeren steuerrechtlichen Status, um ihre politische Schlagkraft und thematische Unabhängigkeit zu stärken. Die Bildungsarbeit, der Verbraucherschutz und Recherchetätigkeit werden seitdem zum Großteil über die gemeinnützige Gesellschaft Finanzwende-Recherche betrieben, die zu diesem Zweck gegründet wurde.
Im Kontext der Corona-Hilfsmaßnahmen in den Jahren 2020 und 2021 setzte sich Finanzwende für einen „Lockdown für Dividenden“ ein und forderte, dass Unternehmen, die staatliche Unterstützung erhalten hatten, keine Dividenden ausschütten dürfen. Unter anderem der Autobauer Mercedes-Benz hatte in der Corona-Krise von Staatshilfen profitiert und im Frühjahr 2021 dennoch eine Dividendenausschüttung angekündigt.
Als Teil einer Verbraucherallianz mit dem Verbraucherzentrale Bundesverband (vzbv), und dem Bund der Versicherten (BDV) forderte Finanzwende 2021 ein Ende der Riester-Rente. Diese sei oftmals zu teuer und unrentabel.
Der Verein gehörte im Oktober 2022 zu den Mitinitiatoren des Bündnisses Solidarischer Herbst, das zu Demonstrationen gegen die soziale Ungleichheit in Folge des Preisanstiegs insbesondere auf Energie nach dem russischen Angriffskrieg auf die Ukraine aufrief.
Im April 2024 wurde bekannt, dass Anne Brorhilker, die Oberstaatsanwältin der Staatsanwaltschaft Köln, die seit 2012 die Ermittlungen der Cum-Ex-Skandale leitete, um ihre Entlassung aus dem Beamtenverhältnis gebeten hat, um in Zukunft für den Verein zu arbeiten. Sie soll Mitglied der künftig vierköpfigen Geschäftsführung werden und die Leitung des Bereichs Finanzkriminalität übernehmen.

## Organisation
Laut Satzung strebt der Verein eine „Mobilisierung der Öffentlichkeit“ für eine „nachhaltige Finanzwirtschaft“ an. Die Ziele des Vereins sollen unter anderem mit der Finanzierung von Studien, der Veranstaltung von Kundgebungen und Unterschriftenaktionen erreicht werden. Der Verein ist Partner des auf europäischer Ebene gegründeten Netzwerks Finance Watch.
Zu den Gründungsmitgliedern gehörten neben Gerhard Schick unter anderem: Christoph Bautz (Mitgründer von Campact), Norbert Blüm, Peter Bofinger, Peter Eigen (Mitgründer von Transparency International), Gesine Schwan, Axel Troost, Barbara Unmüßig (Vorstand der Heinrich-Böll-Stiftung) und Rainer Voss. Der Verein hatte 2021 mehr als 5000 Fördermitglieder, bis Juli 2024 wuchs er auf 10.000 Mitglieder.

## Positionen
Die Ziele der Bürgerbewegung Finanzwende sind:
1. Bekämpfung von Finanzkriminalität.
2. Ein stabiles Finanzsystem.
3. Ökologisch verträgliche Finanzmärkte.
4. Verbraucherschutz bei Finanzprodukten.
5. Gerechte Spielregeln an Finanzmärkten.
6. Das Zurückdrängen des Einflusses der Finanzlobby.

Darüber hinaus wird das Arrangement der Finanzialisierung in verschiedenen gesellschaftlichen Bereichen kritisiert, besonders unter anderem die Finanzialisierung der Pflege und des Immobilienmarktes. Letztere erfolge unter anderem durch das Anlageinstrument der steuerbefreiten Real-Estate-Investment-Trusts. Sie bilden Anreize, weiteres Geld in den bereits aufgeblähten Immobilienmarkt zu leiten. Dies schade den Mietern, weil auf diese Weise das Mietniveau steige, das in vielen Städten für Wohnmieten mittlerweile eine kritische Höhe erreicht habe. Der Verein fordert deswegen die Abschaffung der Steuerbefreiung.

## Finanzierung
Der Verein finanzierte sich im Jahr 2020 nach eigenen Angaben zu etwa 65 Prozent aus Förderungen, zu etwa 27 Prozent aus Mitgliedsbeiträgen und aus Spenden. Insgesamt lagen die Einnahmen 2020 bei ca. 1,3 Mio. Euro. Langfristig plant der Verein, sich hauptsächlich über Mitgliedsbeiträge zu finanzieren.
Förderungen kommen unter anderem von folgenden Stiftungen:
- Schöpflin-Stiftung
- Partners For A New Economy
- Hans-Böckler-Stiftung
- European Climate Foundation